# 上海材料研究所
上海材料研究所是一个从事工程材料研究与应用的综合性科研开发机构，位于上海市杨浦区邯郸路99号，涉及粉末冶金新材料、新技术的研究开发以及工程陶瓷材料及其加工技术的研究和开发。粉末冶金材料：各种金属及合金粉末制备技术、金属多孔材料、各种烧结合金钢(高速钢、不锈钢和低合金钢)、磁粉填料、快速凝固材料(微晶、非晶)、硬质合金工模具材料、金刚石磨具金属粘结剂等。陶瓷材料及制品：氮化硅、氮化铝、氧化铝、氧化锆、氧化钛等精细陶瓷粉末及其制品。粉体新材料的研制与开发：高性能硬质合金材料系列包括超细硬质合金材料、准纳米硬质合金材料、其他非标准材料等；其他高性能粉体材料与制品。出版刊物有《机械工程材料》、《理化检验-化学分册》、《理化检验-物理分册》、《无损检测》、《腐蚀与防护》、《能源技术》等。